# Rudolf Vladimír Hacar
Rudolf Vladimír Hacar (18. srpna 1912, Řimice – 9. května 1996, Ivančice) byl český (resp. moravský) pravoslavný duchovní, spolupracovník biskupa Gorazda a někdejší referent osvětového odboru eparchiální rady české pravoslavné církve. Později dlouholetý duchovní správce v Dolních Kounicích a Olbramovicích. Byl perzekvován nacistickým i komunistickým režimem.

## Život
Pocházel z rodiny mlynářského dělníka, byl jedním z pěti sourozenců. Rodina byla pravoslavného vyznání. V letech 1931–1936 studoval v Praze na Filosofické fakultě Univerzity Karlovy. Na výzvu biskupa Gorazda se následně odebral studovat teologii do Rumunska. Zde studoval do roku 1940 a také se zde oženil. Po návratu do domoviny byl 1. února 1941 vysvěcen v řimickém chrámu sv. Ludmily na diákona a hned následujícího dne na kněze. Světitelem byl v obou případech biskup Gorazd. Mladý novokněz se záhy stal referentem při eparchiální radě, sekretářem biskupa Gorazda a zároveň začal vypomáhat v duchovní správě při chrámu sv. Václava v řimické filiálce ve Střemeníčku.
Po zákazu pravoslavné církve v roce 1942 byl nejprve zatčen a internován v Olomouci. Po několika dnech byl přikázán na nucené práce do Breslau. Jeho manželka byla v době jeho zatčení těhotná. Z nucených prací byl propuštěn v roce 1944 a teprve tehdy mohl poprvé vidět svého syna. Do jeho manželství se později narodila ještě dcera. Po obnově činnosti pravoslavné církve byl v roce 1945 ustanoven duchovním správcem církevních obcí v jihomoravských Dolních Kounicích a Olbramovicích. Jsou s ním tedy spojeny počátky olbramovické církevní obce, která vznikla v souvislosti s repatriací volyňských Čechů do této oblasti. Olbramovice v roce 1950 převzal jiný kněz a Hacar zůstal působit pouze v Dolních Kounicích. Po roce 1948 na něj byl vyvíjen nátlak, aby donášel na své farníky bezpečnostním orgánům, na což však nikdy nepřistoupil. Státní orgány se následně pomstily na jeho dětech, kterým bylo umožněno další studium až poté, co musely nějakou dobu vykonávat dělnické profese.
V Dolních Kounicích sloužil až do roku 1987, kdy v souvislosti s progredujícími zdravotními obtížemi odešel na odpočinek. Zemřel 9. května 1996 v nemocnici v Ivančicích.